# 小学館新書
小学館新書（しょうがくかんしんしょ）は、小学館が発行している新書レーベル。

## 沿革

### 前史
2008年10月に小学館が小学館101新書を創刊。
「101」は、パーセンテージやテストの点数などで最高点としてよく用いられる「100」を超えよう、という意気込みから。毎偶数月初頭に発行。
サブレーベルとして、小学館101ビジュアル新書が発行された。
表紙には青ベースに白の半円が描かれている。「ドラえもん」のポケットをイメージしたもので、四次元ポケットのように、バラエティ豊かなラインナップを揃えることを意味する。

### 小学館新書として新装刊
2013年10月1日、創刊5周年を機に、カバー等をリニューアルし、レーベル名を小学館新書として新装刊した。
政治、スポーツ、医学、歴史など、様々なジャンルを扱っている。偶数月の2日頃に数点ずつ刊行されており、電子書籍版も出されている。2016年6月3日、小学館よしもと新書が創刊される。

## 新装刊ラインナップ
新装刊ラインナップは以下の通り。
- 勝間和代 『専門家はウソをつく』
- 加来耕三 『黒田官兵衛 軍師の極意』
- 梅原大吾 『勝負論 ウメハラの流儀』
- 目黒陽子 『NISAで始める資産運用』
- 関裕二 『新史論／書き替えられた古代史１ 「神と鬼のヤマト」誕生』
- 草野仁 『話す力』